# 道上愛弓
道上 愛弓（みちうえ あゆみ、2010年9月28日 - ）は、日本の子役、モデル。ワイケーエージェント所属。

## 家族
妹は、同じ事務所に所属する子役の道上芳果（ほのか）。弟は、同じく同事務所所属の道上健（たける）。

## 出演作品

### テレビ番組
- シャキーン!(NHK Eテレ、2021年4月 - 2022年3月) - むちゅう人のこども、ミチ役
- プロフェッショナル 仕事の流儀(NHK)
- チコちゃんに叱られる!(NHK)
- すてきにハンドメイド(NHK)
- ぐるぐるナインティナイン(日本テレビ)
- ザ!世界仰天ニュース(日本テレビ)
- ニンゲン観察バラエティ モニタリング(TBS)
- 坂上どうぶつ王国(フジテレビ)
- 痛快TV スカッとジャパン(フジテレビ)
- ニッポンのぞき見太郎 あなたは多数派?少数派?(フジテレビ)
- あざとくて何が悪いの?(テレビ朝日)
- まとめないで!!(テレビ朝日)
- SmaSTATION!!(テレビ朝日)
- あなた日本語大丈夫?笑われるニホン語(テレビ東京)

### ドラマ
- 水族館ガール第4話(NHK)
- この世にたやすい仕事はない(NHK)-第2話子供役
- 母になる(日本テレビ)-園児役
- 私結婚できないんじゃなくて、しないんです(TBS)
- 結婚式の前日に(TBS)
- 最高の人生の終わり方(TBS)
- 砂の塔(TBS)
- アンサングシンデレラ(CX)-第3話　生徒役
- トラブルSOS(CX)-マユ幼少期役
- 七人の秘書(EX)
- 警視庁・捜査一課長2020(EX)
- ドクターX〜外科医・大門未知子〜(EX)-第2話
- 僕とシッポと神楽坂(EX)
- 声ガール!(EX)-自転車少女役
- 死役所(TX)-死者役
- 宮本から君へ(TX)-第1話女の子役
- 新宿セブン(TX)
  - 幼少期の花役
  - 葉月役

### CM
- 日本マクドナルド
  - ハッピーセット　
    - ピカちんキット「願いが叶う!?」篇
    - スヌーピー　「宇宙モチーフの子供部屋で」篇
- ソフトバンク「訂正する少女」篇
- ベネッセ　チャレンジ1ねんせい「ワレワレハ1ねんせいダ」篇
- P＆G　アリエール「新アリエール予告編」

### ラジオ
- NHK-FMオーディオドラマ「ものがたる機械」

### DM
- ベネッセこどもチャレンジ「ぷちファースト」はみがき販売2012年

### カタログ
- フィットパターンサン
- エールぺぺチャイルドシート

### DVD
- ベネッセこどもチャレンジ
  - 「ぽけっと」
  - 「すてっぷ」ぴかっとメッセンジャー
  - 「ぽけっと」ひらがなシリーズ

## 楽曲

### シャキーン!ミュージック
- 「卒業～ここからはるかへ～」（2022年、ハモリパート）